# Franco-Pondichériens
 (juin 2025).
Motif : Je ne vois pas le caractère encyclopédique de cette page qui n'a aucun lien interwiki. Et surtout, en ce 30 juin 2025, il n'y a que deux sources, dont une primaire, et la page n'est pas catégorisée depuis deux ans. En plus, on se demande la pertinence de la carte « First French Empire (ColonialEXP).png » et le rapport avec les Franco-Pondichériens.
- Archive Wikiwix
- Bing
- Cairn
- DuckDuckGo
- E. Universalis
- Gallica
- Google
- G. Books
- G. News
- G. Scholar
- Persée
- Qwant
- (zh) Baidu
- (ru) Yandex
- (wd) trouver des œuvres sur Wikidata

| 1. | Préciser le motif de la pose du bandeau. | Précisez le motif de la pose du bandeau en utilisant la syntaxe suivante : {{admissibilité à vérifier\|date=juin 2025\|motif=remplacez ce texte par le motif}}                            |
| 2. | Informer les utilisateurs concernés.     | Pensez à avertir le créateur de l'article, par exemple, en insérant le code ci-dessous sur sa page de discussion : {{subst:avertissement admissibilité à vérifier\|Franco-Pondichériens}} |

Les Franco-Pondichériens sont des résidents de nationalité et de citoyenneté française, de langue française, qui habitent à Pondichéry et dans le territoire de Pondichéry ou qui en sont originaires. Contrairement à ce que peut laisser penser le terme, ils ne possèdent pas la double nationalité. Leur statut est encore aujourd'hui régi par le traité du 28 mai 1956 entre l'Inde et la France, ratifié en 1962.

## Histoire

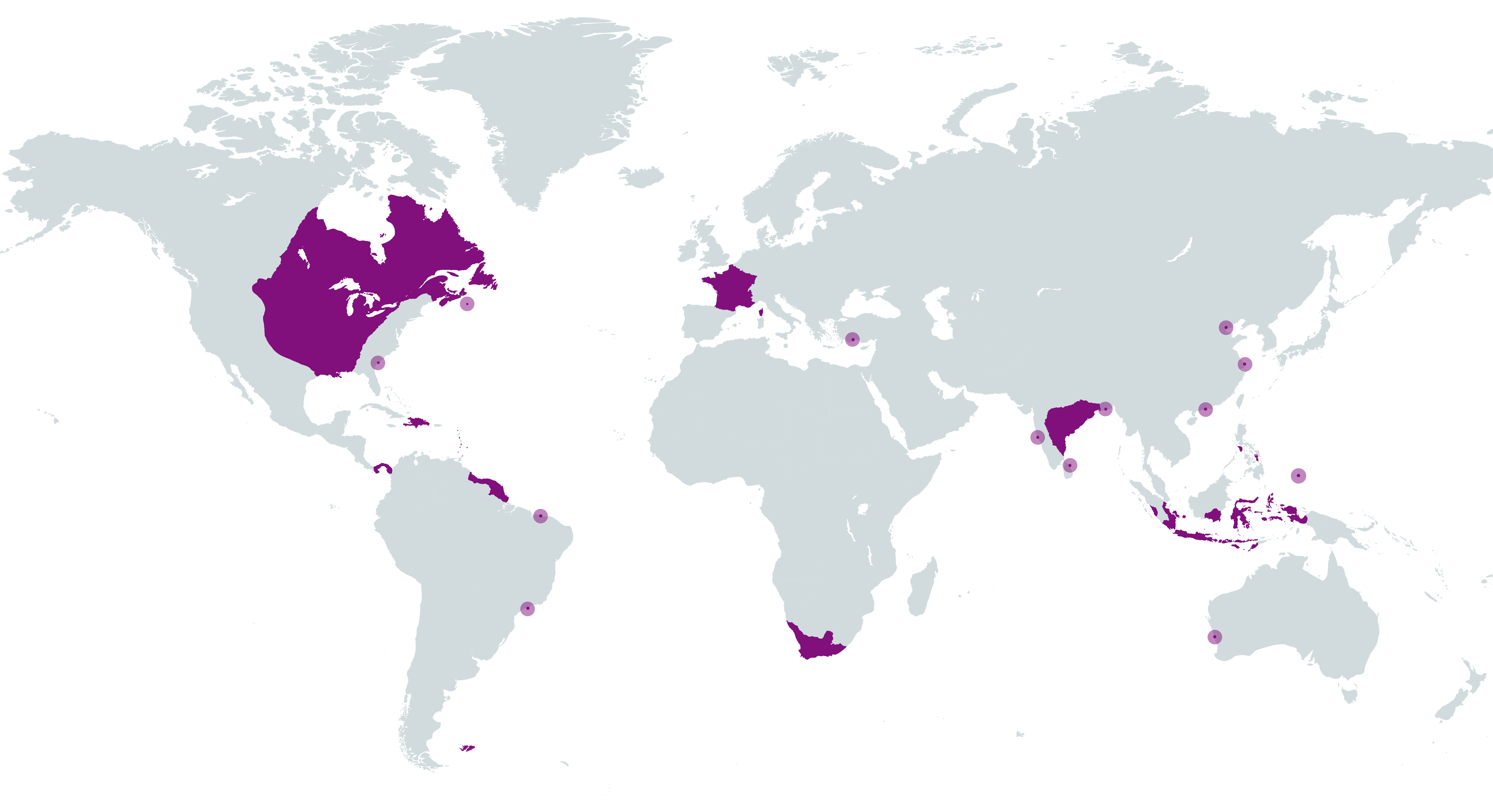